# Scirè (S 527)
Lo Scirè è uno dei più recenti sottomarini della classe U212A - Todaro della Marina Militare Italiana, è contraddistinto dal distintivo ottico S 527.

## Caratteristiche
Lo Scirè è uno dei due sottomarini della classe U212A - Todaro, progettati in Germania, ma costruiti in Italia da Fincantieri.
Si tratta dei sottomarini convenzionali più moderni al mondo, dotati di propulsione diesel-elettrica affiancata ad un sistema di celle a combustibile indipendente dall'ossigeno atmosferico per la generazione di energia elettrica. Questo sistema permette la navigazione subacquea continua a moderata velocità per un periodo stimato di due settimane. Inoltre l'elevata silenziosità e la particolare forma dello scafo, rendono il sottomarino poco tracciabile dai sonar e molto efficace rispetto al sistema di rilevamento SOSUS.
I nuovi sistemi di propulsione AIP (Air Independent Propulsion, ossia indipendenti dall'ossigeno atmosferico) favoriscono alcune marine (tra cui quella italiana) fortemente limitate dall'impossibilità di adottare la propulsione nucleare.

## Storia
Costruito nel Cantiere di Muggiano è stato consegnato alla Marina Militare il 19 febbraio 2007.
Il suo nome è ripreso da un precedente sommergibile varato nel 1938, diventato famoso durante la seconda guerra mondiale per alcune riuscite missioni con i siluri a lenta corsa o SLC conosciuti con il soprannome maiali, culminate con la celebre incursione nel porto di Alessandria d'Egitto, dove venne in pratica dimezzata la flotta inglese. La Xª MAS infatti, con gli SLC affondò le navi da battaglia britanniche Valiant e Queen Elizabeth. Il prestigioso sommergibile Scirè, affondato durante un'incursione al porto di Haifa il 10 agosto 1942, ebbe la bandiera di guerra insignita di medaglia d'oro al valore militare.
Dal 2 al 28 settembre 1984 sono state recuperate dalla nave salvataggio Anteo le salme di 42 dei 49 componenti dell'equipaggio e degli 11 operatori imbarcati al momento dell'affondamento del sommergibile. In questa occasione sono state anche recuperate varie parti dello scafo, rimosse in un precedente tentativo di recupero. Si tratta di parti della portelleria, vari pezzi del fascione e due cilindri contenitori dei siluri a lenta corsa. Le parti del relitto recuperate sono conservate al museo della base navale di Augusta, all'Arsenale della Spezia e all'Arsenale di Venezia, mentre il suo periscopio è conservato al Vittoriano.

## Galleria d'immagini

immagini del varo e della consegna
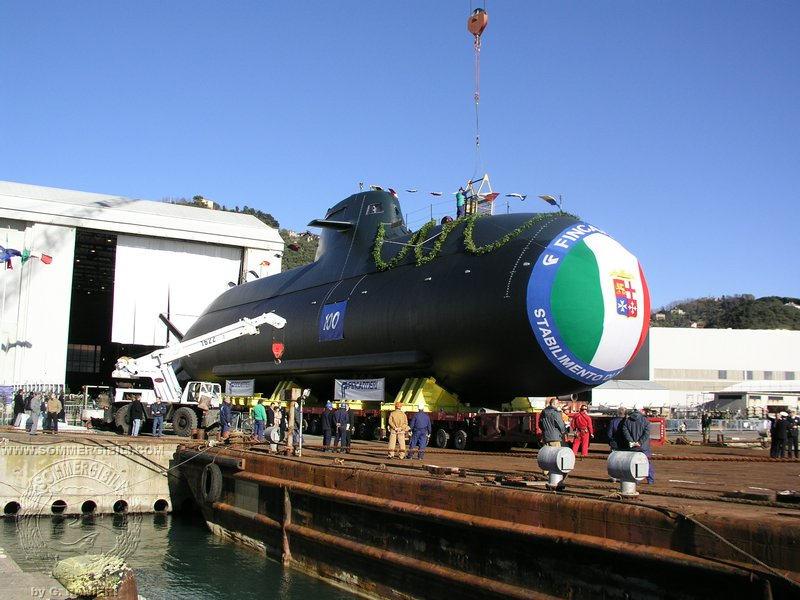
La cerimonia del varo del sottomarino Scirè avvenuta il 18 dicembre 2004 al cantiere di Muggiano